# Cameron Cartio
Cameron Cartio (em alfabeto perso - árabe: کمرون کارتيو, nascido como Kamram a 9 de Abril de 1978 em Teerão, Irão) é um cantor e compositor de música pop.

## Biografia
Aos oito anos de idade, a sua família mudou-se para Barcelona, onde moraram durante um ano, após o qual se decidiram pela Suécia, primeireiramente por Malmö e prosteriormente Rosengård.
A sua estreia em público foi no Melodifestivalen de 2005, onde interpretou o tema "Roma", escrito por ele próprio numa língua imaginária criada para a ocasião. Actuou na segunda semifinal, onde ficou em 4º lugar, tendo-se apurado para segunda-chance. Aí terminou em 8º, não conseguindo chegar à final.
O seu tema de maior sucesso é "Henna", interpretado por ele em dueto com o cantor argelino Cheb Kaled.

## Discografia
- Borderless, 2006

## Singles
- Roma (Melodifestivalen 2005)
- Baroon, 2005
- Rahatam Man Joz ba Too, 2005
- Henna (com Khaled), 2005
- Henna (Versão em Castelhano), 2006
- Ni Na Nay, 2006
- Don't Tell Me Tonight (com Edurne) #40 GR